# Baddikere, Channarayapatna
Baddikere là một làng thuộc tehsil Channarayapatna, huyện Hassan, bang Karnataka, Ấn Độ.